# Kolésnikov (Bélgorod)
|  | Per a altres significats, vegeu «Kolésnikov». |

Kolésnikov - Колесников (rus) - és un poble (un khútor) de l'óblast de Bélgorod, a Rússia. El 2010 tenia 313 habitants. Pertany al districte (raion) de Véidelevka.